# Myski
Huyện Myski (tiếng Nga: ? райо́н) là một huyện hành chính tự quản (raion), của Tỉnh Kemerovo, Nga. Huyện có diện tích 71 km², dân số thời điểm ngày 1 tháng 1 năm 2000 là 44300 người. Trung tâm của huyện đóng ở Myski.